# Kuptore
Kuptora románul: Cuptoare, falu Romániában, a Bánságban, Krassó-Szörény megyében.

## Fekvése
Kemenceszék (Cuptoare Secu) mellett fekvő település.

## Története
Kuptora románul: Cuptoare korábban Kemenceszék (Cuptoare Secu) része volt.
1956-ban vált külön településsé 624 lakossal.
1966-ban 608 lakosából 599 román, 1 magyar, 5 német volt. 1977-ben 614 lakosa volt, melyből 607 román, 1 magyar, 5 német, 1992-ben 427 lakosa volt, melyből 425 román, 1 magyar volt.
A 2002-es népszámláláskor 346 lakosából 336 román, 4 német volt.